# Acalypha angustifolia
Acalypha angustifolia é uma espécie de flor do gênero Acalypha, pertencente à família Euphorbiaceae.